# 石田城
石田城（いしだじょう）位于长崎县五岛市池田町。长崎县认定的历史遗迹。残留在城内的五岛氏庭园被认定为国家级名胜。也记作福江城。

## 概要
幕末的1863年由福江藩最后的藩主五島盛德完成的五岛氏的居城。由于1868年的明治维新，终止幕藩制度，使之被称为“日本最后的城”、“日本第一新的城”，不过，於明治5年（1872年）本丸遭到拆除。现在位于五岛市中心街，筑城时面向着海，是日本少有的“海城”。为了幕末的海上防卫并防备外国船只的来访，也从幕府得到了许可，能在城内设置了炮台。与松前城一起作为幕末的重要城郭。
本丸、二之丸，由北之丸组成，并有内堀、外堀围着，没有建天守而是用本丸的二重橹代替。作为城的后门的蹴出门，屢次调换零件和木材而保存了下来。同时，土墙的一部分和石桥也现存着。石垣多用野面积的施工方法，把可以说是圆石的自然石头堆积起来。

## 歷史
庆长19年（1614年）时当时的居城·江川城被烧毁。在宽永14年（1637年）时把石田兵营做为藩厅。五島氏向幕府持续请求筑城，不过，由于藩的财政困难怎么也没能实现，不过，为了监视异国船，海上防卫的这样的目的，嘉永2年（1849年），五島盛成的筑城请求被认可了。在弘化3年（1846年）时盛成向着海建城时，在福江川河口上，建设了相当于今天说的燈塔的常明灯“常明鼻”，为了更好得保护城不受波浪的影响，在嘉永元年（1848年）时完成了向陆地引水的导水堤（防波堤）。受到财政困难和日本首次面向海筑城的特有的问题，到竣工之前为止共用了14年的时间，不过，在到了作为最后的藩主的盛德的文久3年（1863年）时，总算完成了期望已久的居城。
现在，在本丸的地方建了長崎縣立五島高等學校，在北之丸建造了五島觀光歴史資料館、五島市立圖書館和五岛市福江文化中心，二之丸的五島氏庭園至今展现着往时的身姿。
平成29年（2017年），被選為續日本100名城(187號)。

## 五島氏庭園
现在依然留存在二之丸的位置，是公开的。参观要收费。一般认为根据盛成的设想而建的。从安政5年（1858年）开始建设，花了2年的时间，建成了盛成的隐居所。这是个模仿金阁寺的林泉式庭园的周游式庭园。是由京都的和尚善章建造的。点景石和假山全部用了鬼岳的熔岩的特征。种植着檳榔、蘇鐵、大鱗巢蕨、丹桂等南方的植物也是其特征。仿照了“心”的文字的池子，这个池子被称作为心字。
被国家认定名胜的理由，有“江户时期日本庭园流传地方的具体例子”、“城郭内的庭园现存例子少”、“文献写明了建成庭园的时期”、“建筑物与庭园一起被保存”等。